# Jakub Jindřich Bourbonský
Jakub Jindřich Bourbonský (francouzsky Jacques Léopold Isabelin Henri Alexandre Albert Alphonse Victor Accace Pierre Paul Marie de Bourbon, španělsky Jaime Leopoldo Isabelino Enrique Alejandro Alberto Alfonso Víctor Acacio Pedro Pablo María de Borbón y Battenberg, 23. června 1908, San Ildefonso, Španělsko - 20. března 1975, St. Gallen, Švýcarsko) byl španělský princ.
Pocházel z dynastie Bourbon-Anjou a jako její hlava byl také hlavou rodu Kapetovců. Pokud by se byl ujal vlády, bylo by jeho panovnické jméno zřejmě Jindřich VI. či Jakub II. Inicioval vznik Institutu rodu Bourbonů.
4. března 1935 se v kostele svatého Ignáce z Loyoly v Římě oženil s Viktorií Emanuelou z Dampierre a Ruspoli (1913–2012), dcerou francouzského šlechtice Rogera z Dampierre a Carraby (1892–1975), vikomta de Dampierre, pontifikálního vévody ze San Lorenzo Nuovo a z Viterba, a jeho první manželky, italské kněžny Vittorie Ruspoli de Poggio Suasa (1892–1982). Měli spolu dvě děti:
- Alfons Bourbonský-Dampierre (20. dubna 1936 – 30. ledna 1989), vévoda z Anjou, vévoda z Cádizu, ⚭ 1972 Carmen Martínez-Bordiú (* 26. února 1951), rozvedli se v roce 1982
- Gonzalo Bourbonský-Dampierre (5. června 1937 – 27. května 2000), vévoda akvitánský,
⚭ 1983 María del Carmen Harto y Montealegre (* 23. dubna 1947), rozvedli se téhož roku
⚭ 1984 María de las Mercedes Licer y García (* 15. října 1963), rozvod v roce 1989
⚭ 1992 Emanuela Maria Pratolongo (* 22. března 1960)

## Titulatura
- Infant španělský
- Vévoda ze Segovie (1935)
- Vévoda z Anjou (1946)
- Vévoda madridský (1964)
- Vévoda toledský (1969)
- legitimistický pretendent francouzského trůnu (1941–1975)
- karlistický pretendent španělského trůnu